# Geelnetboleet
De geelnetboleet (Butyriboletus appendiculatus) is een schimmel behorend tot de familie Boletaceae. Hij leeft als mycorrhizasymbiont bij Eik, Beuk, Haagbeuk en Linde in wegbermen, parken en loofbossen, op neutrale tot kalkhoudende leem- of kleibodems.

## Kenmerken

### Uiterlijke kenmerken
Hoed
Deze boleet heeft een tot 20 cm brede, kastanjebruine, iets viltige hoed. De rand is scherp naar binnengebogen.
Steel
De steel  is 5–15 cm lang en 2–6 cm dik. De vorm kan cilindrisch, klauwvormig of licht taps toelopend zijn naar de voet toe zijn. De steel is over de gehele lengte voorzien van een goed ontwikkeld net dat dezelfde kleur heeft als de steel zelf. Met KOH verkleurt hij zwak roodbruin.
Buisjes en porien
De buisjes zijn citroengeel tot heldergeel en de fijne poriën zijn geel. De buisjes en poriën kleuren sterk blauw bij kneuzing.
Vlees
Het vlees is compact, bleek geel, verkleurt blauw bij kneuzing, vooral in de hoed en de top van de steel. De smaak is nootachtig mild. De geur is paddenstoelachtig.
Sporenprint
De sporenprint is olijfbruin.

### Microscopische kenmerken
De sporen zijn glad, langwerpig-elliptisch tot spindelvormig, dunwandig, lichtgeel en meten 12-15 x 3,5-4,5 µm (Q-getal 2,4-2,8) (G. Kibby). De hoedhuid is een trichoderm.

## Verspreiding

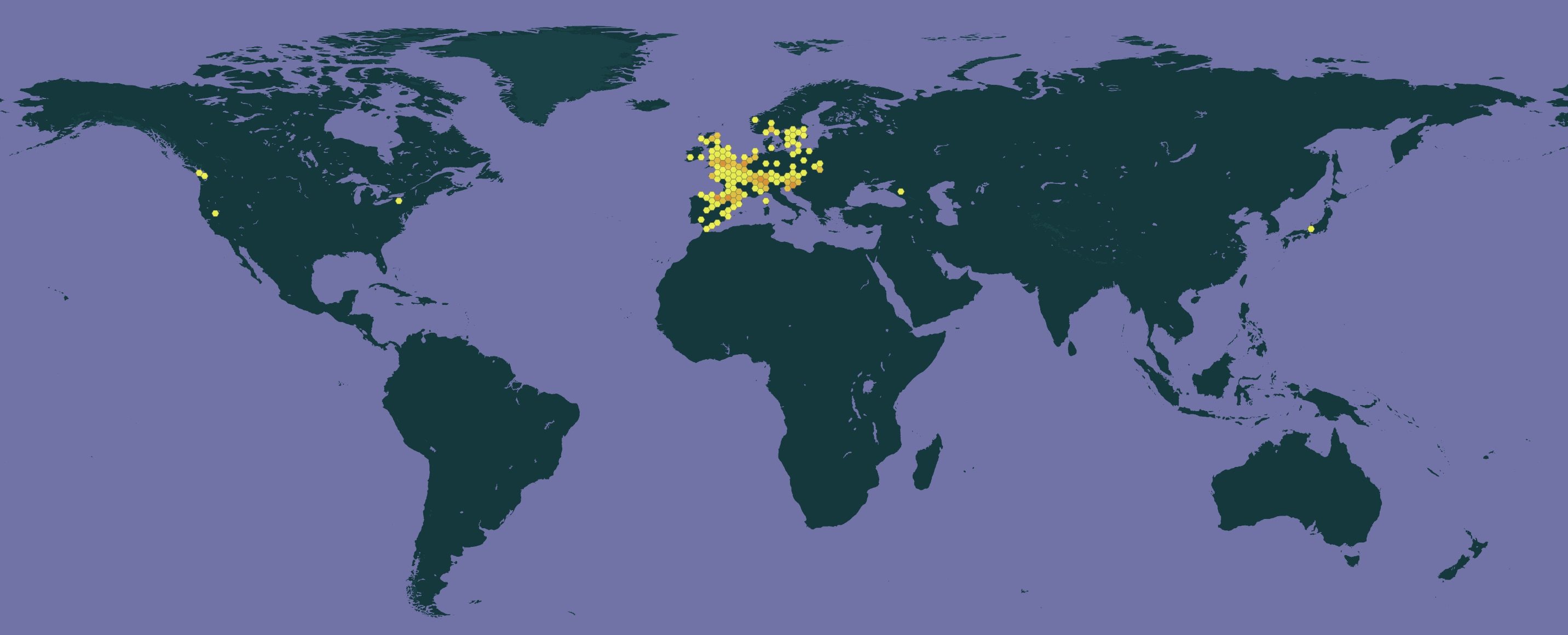
Verspreidingsgebied

Wijd verbreid in thermofiele loofbossen in Centraal- en Zuid-Europa. In Nederland komt de geelnetboleet zeldzaam voor. Zeer zeldzaam in de kleigebieden van het rivierengebied en Noord-Nederland en als bedreigd opgenomen in de Rode Lijst (2008).

## Foto's

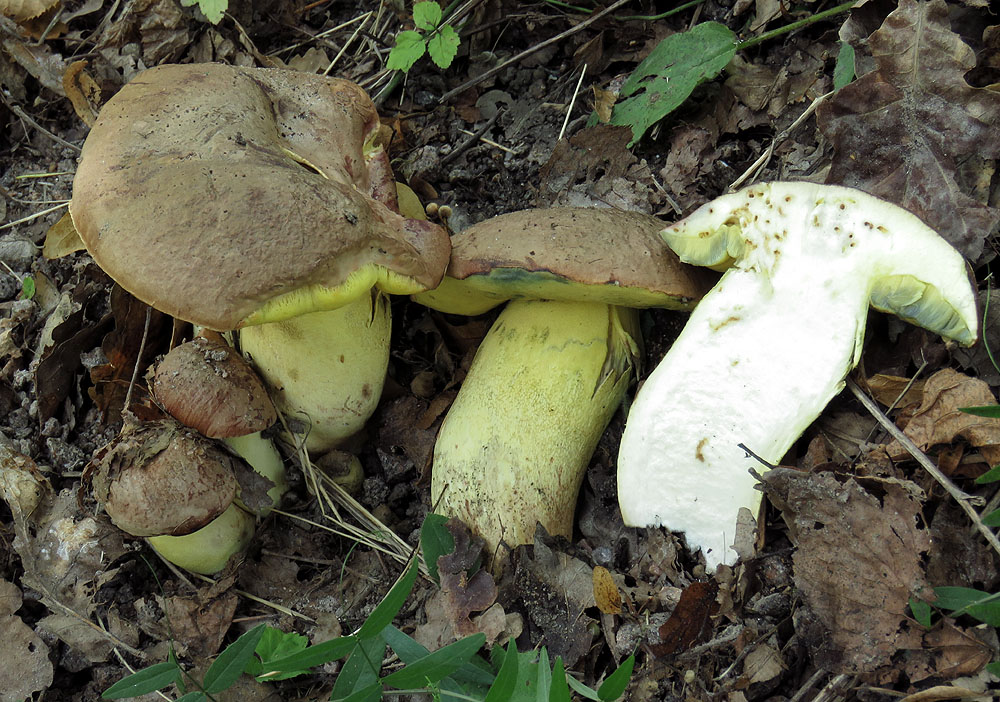
Doorsnede
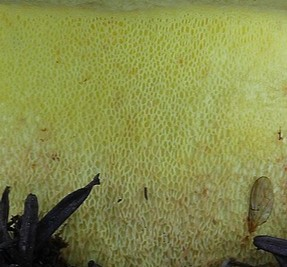
Poriën